# Projekt 945 Barrakuda
Projekt 945 Barrakuda (ryska: Барракуда (barracuda), NATO-rapporteringsnamn Sierra-klass) är en ubåtsklass konstruerade för Sovjetiska flottan under 1980-talet. De var byggda i titan för att kunna dyka till djup där fientliga torpeder inte kunde nå dem och där trycket gjorde att de kunde färdas i hög fart utan att röjas av kavitation. De var också de dittills tystaste sovjetiska ubåtarna, nästan i nivå med den amerikanska motsvarigheten Los Angeles-klass.

## Utveckling
I mars 1972 presenterade konstruktionsbyrån Lazurit de tekniska och taktiska specifikationerna till en ny ubåt. Det mest utmärkande draget var ett titanskrov som skulle tåla ett tryck på 700 megapascal och samtidigt göra ubåten svårupptäckt med magnetsensorer. Jämfört med tidigare ubåtar hade den också betydligt större uthållighet med dubbelt så många torpeder och aktionstiden utökad till 100 dygn.

## Varianter

### Projekt 945Barrakuda
Två ubåtar (B-239 Karp och B-276 Krab) byggdes enligt den ursprungliga designen. De har samma hydrofon som Projekt 671RTM Sjtjuka (MGK-504 Skat-KS)

### Projekt 945AKondor
Två ubåtar (B-534 Zubatka och B-336 Okun) byggdes ca 5 meter längre för att ge rum åt ytterligare två 533 mm torpedtuber. Även tornet gjordes 6 meter längre vilket gav plats för två räddningskapslar i stället för bara en som tidigare.
Andra förbättringar var hydrofonen MGK-540 Skat-3, icke-akustiska sensorerna Soks och möjlighet att avfyra kryssningsroboten S-10 Granat.

### Projekt 945ABMars
Ytterligare en ubåt (K-123 Mars) började byggas i mars 1990. Den skulle ha blivit en än mer förbättrad konstruktion, men arbetet avbröts och den halvfärdiga ubåten skrotades 1993.

## Fartyg i klassen

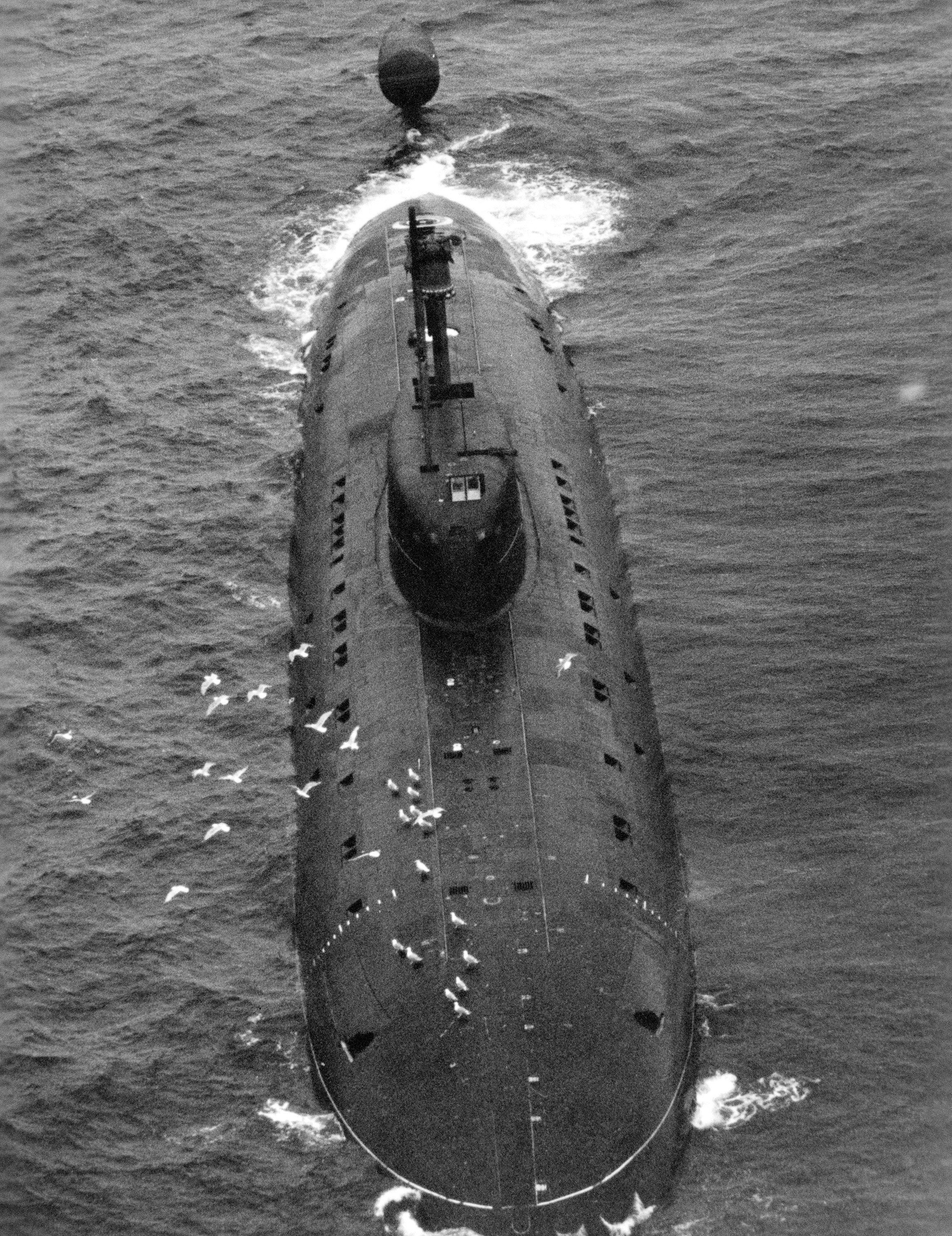
B-239 Karp fotograferad av norska flygvapnet i november 1984.

### B-239Karp
Påbörjad: 20 juli 1979. Sjösatt: 29 juli 1983. Tagen i tjänst 29 september 1984 i norra flottan

### B-276Krab
Påbörjad: 21 april 1984. Sjösatt: 26 juli 1986. Tagen i tjänst 27 oktober 1987 i norra flottan

Kolliderade med den amerikanska atomubåten USS Baton Rouge 11 februari 1992 (se Incidenter). Omdöpt till Kostroma i november 1996.

### B-534Zubatka
Påbörjad: 15 februari 1986. Sjösatt: 8 juli 1989. Tagen i tjänst 26 december 1990 i norra flottan

Omdöpt till Nizjnij Novgorod i april 1996.

### B-336Okun
Påbörjad: 29 juli 1989. Sjösatt: 28 juli 1992. Tagen i tjänst 14 december 1993 i norra flottan

Omdöpt till Pskov i april 1996. 2003 togs ubåten in i torrdocka i Rosljakovo för underhåll. I samband med svetsarbeten tog byggnadsställningen runt ubåten eld. Branden varade i 90 minuter. Ubåten som sådan skadades inte, men alla ljuddämpande gummiplattor som täckte skrovet förstördes och det dröjde till 2007 innan Pskov kunde återgå i tjänst.

## Incidenter
11 februari 1992 kolliderade K-276 Krab med den amerikanska atomubåten USS Baton Rouge utanför ön Kildin norr ubåtsbasen Severomorsk på Kolahalvön. Detta var strax efter Sovjetunionens fall och oron för utvecklingen i Ryssland gjorde att USA:s flotta hade atomubåtar på patrull utanför alla ryska flottans marinbaser beredda att anfalla och sänka alla kärnvapenbärande fartyg om det skulle utbryta ett inbördeskrig.
Kollisionen ägde rum 12 sjömil från kusten på vatten som USA betraktar som internationellt vatten, men som Ryssland hävdar är ryskt territorialvatten. Båda ubåtarna blev skadade, Krab fick främre delen av tornet intryckt och Baton Rouge fick två ballasttankar skadade och bucklor i tryckskrovet. Reparationen av tryckskrovet tillsammans med det sedan tidigare planerade utbytet av bränslestavar visade sig dock bli för dyrt och ubåten flyttades till reserven i november 1993, avrustades i januari 1995 och skrotades slutligen 1997. Krab (sedermera omdöpt till Kostroma) bär sedan dess segersymbolen siffran 1 inskriven i en stjärna på tornet.
Det är troligt att varken Baton Rouge eller Krab upptäckte varandra innan kollisionen.